# 50 Persei
50 Persei (50 Per) es un sistema estelar en la constelación de Perseo de magnitud aparente +5,50. Se encuentra a 68 años luz de distancia del sistema solar y es miembro —al igual que Botein (δ Arietis) o κ Tucanae— del «supercúmulo de las Híades», amplio grupo de estrellas que comparten con las Híades el mismo movimiento a través del espacio.

## Estrella principal
La estrella principal de 50 Persei es una estrella blanco-amarilla de tipo espectral F7V con una temperatura superficial de 6200 K.
Tiene una luminosidad 2,5 veces mayor que la del Sol y un radio un 30% más grande que el radio solar.
Su masa estimada es un 22% mayor que la del Sol.
Estos parámetros son similares a los de Asellus Primus (θ Bootis) o ι Piscium, también estrellas de la secuencia principal de tipo F7.
Su período de rotación, entre 2,6 y 3 días, es mucho más breve que el del Sol, aproximadamente de 25 días. Dado que, conforme las estrellas envejecen, su velocidad de rotación va disminuyendo, esta se puede utilizar para estimar la edad de las mismas, técnica conocida como girocronología. La edad de 50 Persei, estimada con esta técnica, se sitúa entre 160 y 270 millones de años, por lo que se piensa que es una estrella joven.
50 Persei presenta una metalicidad similar al solar ( [Fe/H] = +0,02).
Asimismo, un exceso en la emisión infrarroja a 24 y 70 μm procedente de 50 Persei sugiere la presencia de un disco circunestelar de polvo a su alrededor.
De acuerdo a la base de datos SIMBAD, 50 Persei es una variable eruptiva RS Canum Venaticorum cuyo brillo fluctúa 0,11 magnitudes. Recibe la denominación de variable V582 Persei.

## Compañeras estelares
A una separación visual de 12 minutos de arco de la estrella principal, se puede observar una estrella binaria (ADS 2995) que comparte movimiento propio con ella.
Las dos componentes de esta binaria —separadas entre sí 3,6 segundos de arco— tienen magnitud aparente +7,3 y +9,8.
La más brillante de ellas es una enana de tipo G1 o K2.